# Зук
Зук (англ. Zouk) — стиль танцювальної ритмічної музики, що зв'явився в першій половині 1980-х років на французьких островах Гваделупа, Мартиніка, Гаїті, Сент-Люсія, а також Анголи, стиль став популярним завдяки творчості груп Grammacks і Exile One. У Європі він став найпопулярнішим у Франції, в Північній Америці — в Канаді, в провінції Квебек. Зук знайшов популярність також і в Азії. На Островах Зеленого мису (Кабо-Верде) розвинене свій особливий напрям Зука. Zouk перекладається з мови французьких креолів як «вечірка» або «фестиваль». У Бразилії існує думка, що стиль Зук започаткувався у Французькій Полінезії.
Зук став відомий завдяки концертам, які були ефектними театралізованими виставами, з акторами в барвистих костюмах, і в яких реалізовувалися різні виняткові елементи.

## Кізомба
Жанр музики та танцю, який еволюціонув від стилю Зук.

## Стиль Зук-ламбада
Танець ламбада (або модернізована версія ламбади) танцюється під ритми музики Zouk. 

### Бразильський Зук
У Бразилії ритм Зука використовується, щоб танцювати бразильський стиль, що еволюціонував від ламбади, проте з рухами, більше придатними для музики. Ламбада зазвичай дуже швидкий та ефектний танець, однак Зук в Бразилії, навпаки, часто повільний та чуттєвий, дозволяючи у виконанні багато кроків та поворотів. 

### Ламбазук
Стиль ламбади або її варіацій, який танцюється під музику зук. 